# Takva
Pour plus de détails, voir Fiche technique et Distribution.
Takva est un film turc réalisé par Özer Kızıltan, sorti en 2006.

## Synopsis
Muharrem obtient un nouveau travail qui remet en cause sa relation avec Dieu.

## Fiche technique
- Titre : Takva
- Réalisation : Özer Kızıltan
- Scénario : Önder Çakar
- Musique : Gökçe Akçelik
- Photographie : Soykut Turan
- Montage : Andrew Bird
- Production : Sevil Demirci et Önder Çakar
- Société de production : Corazón International, Dorje Film et Yeni Sinemacilar
- Pays :  Turquie et  Allemagne
- Genre : Drame
- Durée : 96 minutes
- Dates de sortie : 
  -  Turquie : 1er décembre 2006

## Distribution
- Erkan Can : Muharrem
- Meray Ülgen : Seyh
- Güven Kiraç : Rauf
- Öznur Kula : Hacer, la fille de Seyh
- Erman Saban : Muhittin
- Settar Tanriögen : Ali Bey
- Engin Günaydin : Erol
- Murat Cemcir : Mahmut
- Müfit Aytekin : Ünal
- Feridun Koç : Muzaffer
- Hakan Gürsoytrak : Meczup Devran
- Salaetin Bilal : Sükrü

## Distinctions
Le film a remporté le Cœur de Sarajevo lors du festival du film de Sarajevo.